# Mußbacher Eselshaut

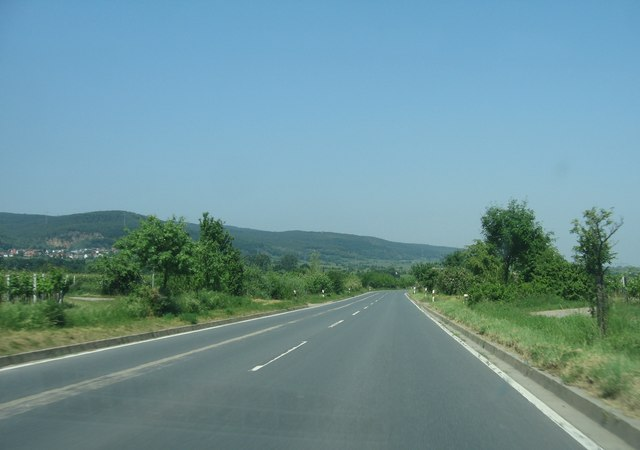
Die Weinlage beidseits der Landesstraße 516

Die Weinlage Mußbacher Eselshaut ist eine Einzellage in Mußbach an der Weinstraße, einem alten pfälzischen Winzerort, der im Hügelland des Weinbaubereichs Mittelhaardt-Deutsche Weinstraße liegt und 1969 nach Neustadt an der Weinstraße eingemeindet wurde. Die Eselshaut als pfälzische Weinlage gehört mittlerweile zu der 1971 zur Großlage umgestuften Gimmeldinger Meerspinne.

## Geographie

### Lage

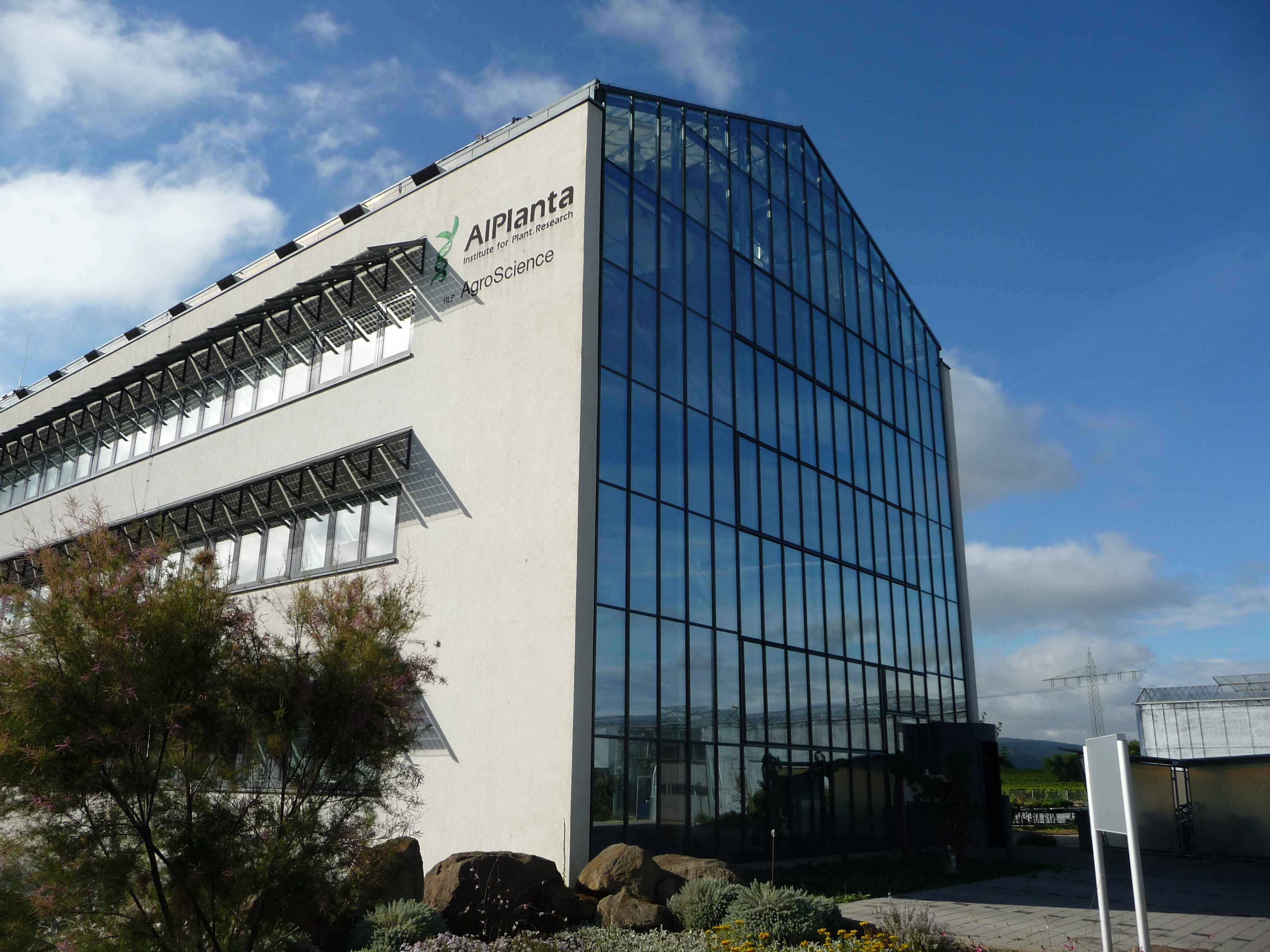
DLR Rheinpfalz

Die Weinlage umfasst, seit sie um alte Einzellagen vergrößert worden ist, nahezu 300 Hektar. Sie erstreckt sich in zwei Teilen, die durch die Mußbacher Wohnbebauung unterbrochen sind, von Südwest nach Nordost. Hier sind die Gewanne Beim Steinernen Bild, Am Rothenstein und Dreißig Morgen ausgewiesen.
Der kleinere Südwestteil liegt beidseits der Landesstraße 516, die Mußbach mit der Kernstadt von Neustadt verbindet. Im Süden wird er von der B 38 begrenzt, im Westen fast gänzlich von der Kreisstraße 21, die vom Vorort Gimmeldingen nach Neustadt führt.
Der größere Nordostteil liegt zwischen der Landesstraße 516 (Mußbach–Deidesheim) im Westen sowie der Landesstraße 532 (Mußbach–Haßloch) im Süden und wird in Nordostrichtung durch die Landesstraße 519 (Mußbach−Meckenheim) durchquert. Am Südostrand dieses größeren Teils steht das Dienstleistungszentrum Ländlicher Raum (DLR) Rheinpfalz.

### Klima

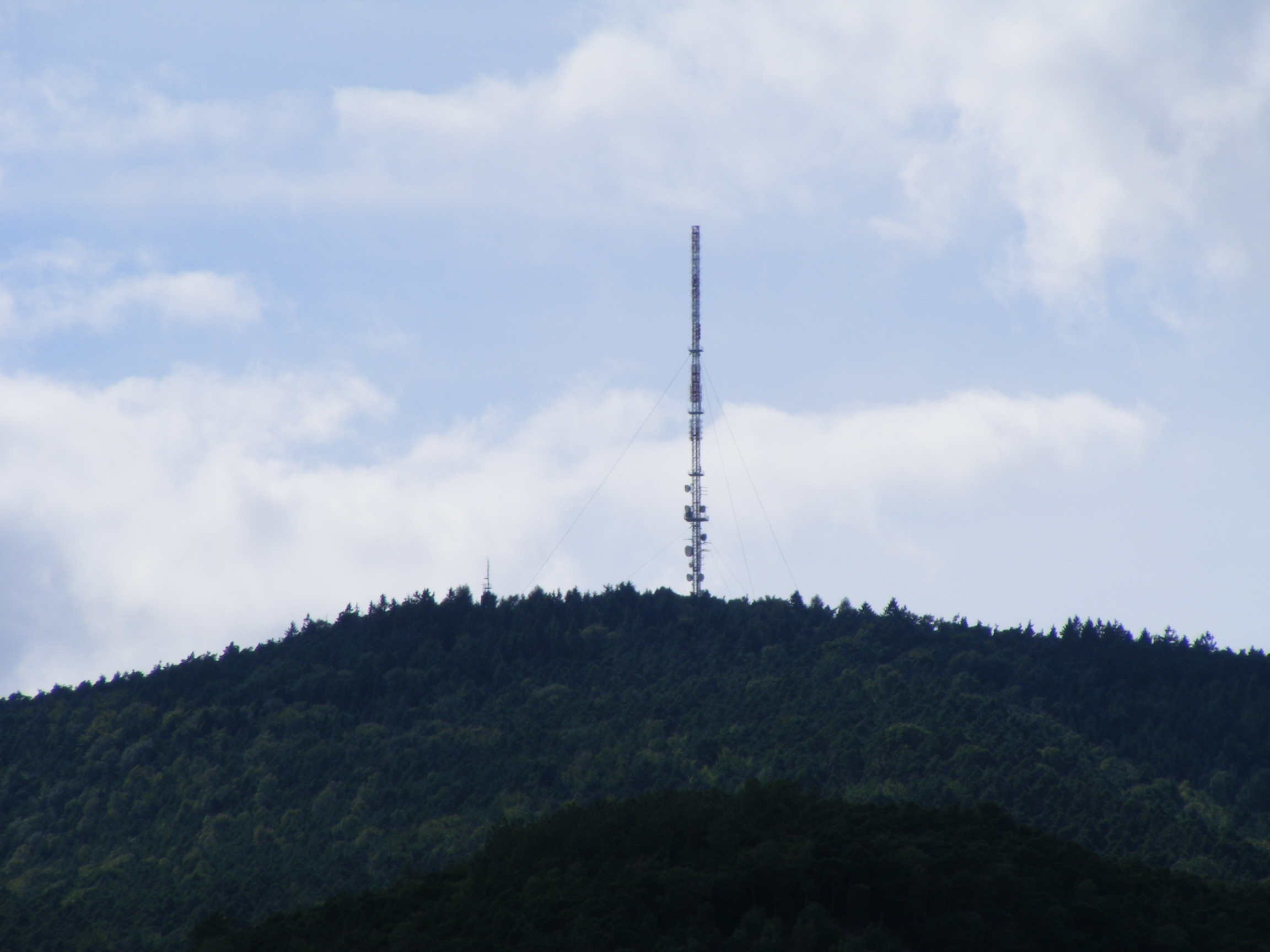
Weinbiet von Mußbach aus

2 km westlich von Mußbach schirmt das 554 m hohe Weinbiet die bei der hier vorherrschenden Windrichtung Südwest oder West in seinem Lee gelegenen Rebflächen gegen übermäßige Niederschläge ab. Die über der Ebene aufsteigenden erwärmten Luftmassen bilden die Wolkenlücke über der Weinstraße. Die Eselshaut ist im Kern Teil einer Riedelplatte, die das umgebende Gelände markant überragt. An ihrem rechten Rand steigt sie leicht von Südost nach Nordwest an und weist somit einen günstigen Winkel zur Morgensonne auf. Dieser Umstand verlängert die Zeit, in der die Trauben der Sonne ausgesetzt sind und Zucker bilden können. Die Hangneigung bewirkt zudem, dass in frostigen Frühjahrsnächten kalte Luftmassen zur Rheinebene hin abfließen und Erfrierungen an den Rebstöcken meist ausbleiben.

### Böden
Grabungen zur Bestimmung und Dokumentation der Böden in und um Mußbach im Jahr 2016 zeigten, dass die Lage Eselshaut verschiedene Bodenformationen aufweist. So herrschen im südwestlichen Bereich oberhalb des Ortes, in der Gewanne Naulott, sandige Böden vor, die durch den vorbeifließenden Mußbach geprägt sind. Aus diesem Grund war das Naulott in kälteren Epochen (1828) wegen der schnell erwärmbaren Böden, der südlichen Hangneigung (Inklination) und einer entsprechend frühen Reife hoch eingestuft und traditionell ein Standort von roten Rebsorten. Im anschließenden südlichen Bereich der Eselshaut finden sich im Schwemmkegel des Speyerbachs ebenfalls sandige Böden. Diese Einstufung gilt somit für insgesamt ein Drittel der Gesamtfläche. Die weitere Fläche mit dem Kern der Lage der Eselshaut liegt nordöstlich auf einem mehr als 20 m mächtigen Lössriedel, der bereits in der Einzellage Gimmeldinger Mandelgarten im Westen beginnt, den nordöstlichen Teil der Eselshaut einschließt und sich bis über die Mußbacher Gemarkungsgrenze hinaus nach Osten fortsetzt. Im Zentrum herrschen Löss- und Kalklössböden vor, in den Ausläufern findet sich Lösslehm, an den Rändern verwitterter Buntsandstein. Um den unterschiedlichen Gegebenheiten (Böden und Inklination) Rechnung zu tragen, wurden in den letzten Jahren die drei Gewanne Beim Steinernen Bild (Buntsandstein), Dreißigmorgen (Kernstück) und Am Rothenstein (leicht hängig nach Süden) als Gewannelagen innerhalb der Eselshaut anerkannt.
Die Lössböden in der Vorderpfalz entstanden während einer Zeit extremer Kälte, als kaum Vegetation vorhanden war. Staubstürme verwehten feines Material aus den sich oftmals verlagernden Flussbetten des Rheins und verteilten den Staub im gesamten Oberrheingraben. Der Sand wurde in Form von Löss am Haardtrand bis zu einer Mächtigkeit von 15 bis 20 m aufgeschichtet. Die Bachläufe aus dem Pfälzerwald schnitten die Lössdecke entzwei, so dass die heutigen Lössriedel entstanden, die von den Berghängen der Haardt bis in die Rheinebene reichen. Auf diesen erhöhten Riedelplatten war in den meisten Jahren ein frostsicherer Weinbau möglich. Der Lössauflage des Riedels der Lage Glockenzehnt beginnt im Gimmeldinger Mandelgarten und reicht über die Mußbacher Gemarkungsgrenze hinaus nach Osten.

## Name

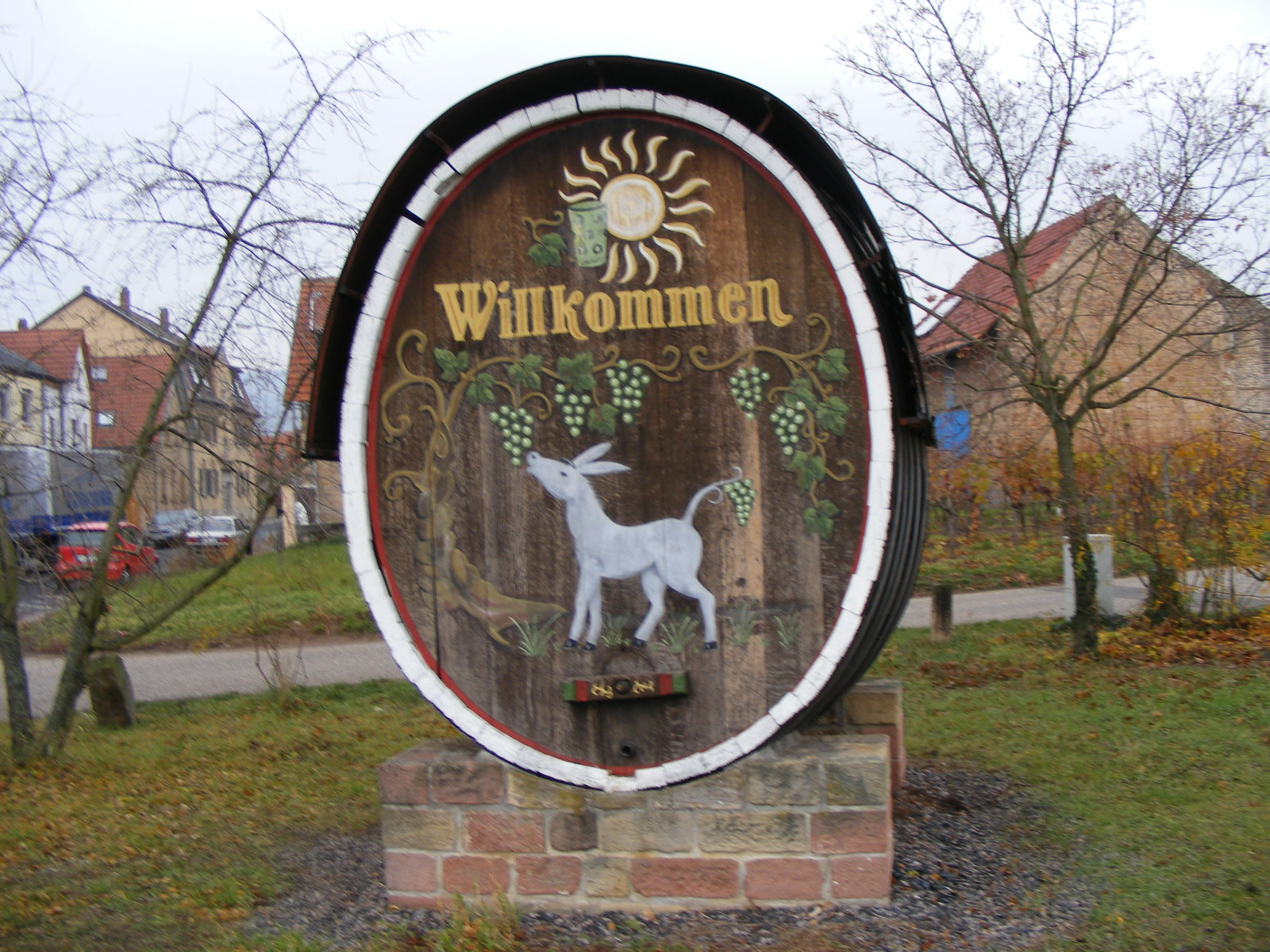
Eselsdarstellung auf einem Fassboden am östlichen Ortseingang von Mußbach

Den Namen Eselshaut führt die Sprachwissenschaft zurück auf mittelhochdeutsch „houwet“ bzw. „höuwet“ für Heuernte. Dies deutet auf die Wiesen hin, auf denen Heu für die im Stall gehaltenen Esel gemacht wurde.
Der Esel ist in Mußbach allgegenwärtig:
- Der Maler und Bildhauer Fritz Wiedemann hat in den 1960er Jahren ein altes Winzerhaus restauriert und darin eine Weinstube mit Namen Eselsburg geschaffen.
- Nach der Eingemeindung wurde die ehemalige Hauptstraße in An der Eselshaut umbenannt.
- Am östlichen Ortseingang zeigt ein senkrecht installierter Fassboden das Bild eines Esels.
- Am Provenceplatz wurde die Skulptur eines Esels aufgestellt.
- Das Eselshautfest auf dem Gelände des Herrenhofs, das im Juni/Juli an zwei Wochenenden stattfindet, hat schon seit geraumer Zeit die Kerwe als bedeutendstes Fest des Ortes abgelöst.
- Bei Festumzügen wird ein lebendiger Esel am Strick mitgeführt.

## Weitere Weinlagen
Weitere – kleinere – Mußbacher Einzellagen sind Bischofsweg, Glockenzehnt, Johannitergarten, Kurfürst und Spiegel.